# Serrat del Pèl
El Serrat del Pèl és una serra situada al municipi de la Baronia de Rialb a la comarca de la Noguera, amb una elevació màxima de 1248 metres.